# Combes (Stati Uniti d'America)
Bayview, Texas è un centro abitato degli Stati Uniti d'America, situato nella contea di Cameron dello Stato del Texas.

## Geografia fisica
Combes è situata a 26°14′42″N 97°43′37″W (26.245051, -97.727028).
Secondo lo United States Census Bureau, ha un'area totale di 2,5 miglia quadrate (6,5 km²), di cui 2,5 miglia quadrate (6,5 km²) di terreno e lo 0,40% d'acqua.

## Società

### Evoluzione demografica
Secondo il censimento del 2000, c'erano 2.553 persone, 775 nuclei familiari, e 626 famiglie residenti nella città. La densità di popolazione era di 1.034,6 persone per miglio quadrato (399,1/km²). C'erano 1.039 unità abitative a una densità media di 421,0 per miglio quadrato (162,4/km²). La composizione etnica della città era formata dall'80,38% di bianchi, lo 0,35% di afroamericani, l'1.29% di nativi americani, lo 0,27% di asiatici, lo 0,31% di isolani del Pacifico, il 15,08% di altre razze, e il 2,31% di due o più etnie. Ispanici o latinos di qualunque razza erano il 76,30% della popolazione.
C'erano 775 nuclei familiari di cui il 41,8% avevano figli di età inferiore ai 18 anni, il 65,8% erano coppie sposate conviventi, l'11,5% aveva un capofamiglia femmina senza marito, e il 19,1% erano non-famiglie. Il 16,6% di tutti i nuclei familiari erano individuali e il 9,3% aveva componenti con un'età di 65 anni o più che vivevano da soli. Il numero di componenti medio di un nucleo familiare era di 3,29 e quello di una famiglia era di 3,76.
La popolazione era composta dal 33,8% di persone sotto i 18 anni, l'8.9% di persone dai 18 ai 24 anni, il 25,6% di persone dai 25 ai 44 anni, il 18,3% di persone dai 45 ai 64 anni, e il 13,4% di persone di 65 anni o più. L'età media era di 31 anni. Per ogni 100 femmine c'erano 94,9 maschi. Per ogni 100 femmine dai 18 anni in giù, c'erano 91,1 maschi.
Il reddito medio di un nucleo familiare era di 28.605 dollari, e quello di una famiglia era di 31.190 dollari. I maschi avevano un reddito medio pro capite di 22.332 dollari contro i 17.159 dollari delle femmine. Il reddito medio pro capite era di 9.546 dollari. Circa il 18,9% delle famiglie e il 22,1% della popolazione erano sotto la soglia di povertà, incluso il 27,7% di persone sotto i 18 anni e il 14,4% di persone di 65 anni o più.